# Пирогов, Владимир Витальевич
Владимир Витальевич Пирогов (1 декабря 1932, Центрально-Чернозёмная область — 7 июля 2010, Орёл) — советский, латвийский и российский учёный в области кибернетики, член-корреспондент Латвийской Академии наук (1968), хабилитированный доктор информатики (1992).

## Биография
Родился 1 декабря 1932 года в селе Кличино Волынского района Центрально-Чернозёмной области (ныне Становлянского района Липецкой области).
В 1950 году поступил в Рижское Краснознамённое высшее инженерно-авиационное военное училище, которое окончил с отличием в 1955 году по специальности инженер-электромеханик. Работал там же.
С 1960 г. в Институте электроники и вычислительной техники Академии наук Латвийской ССР: аспирант (1960—1963), младший научный сотрудник (1962—1963), руководитель группы, заместитель директора института по научной работе (1964—1970), с 1970 по 1995 год — руководитель лаборатории терминальных комплексов.
В 1979—1994 по совместительству преподавал в Рижском политехническом институте, профессор (1993).
Кандидат технических наук (1965), доктор технических наук (1988), хабилитированный доктор информатики (1992).
В 1968 году избран член-корреспондентом Академии наук Латвийской ССР по специальности «техническая кибернетика».
Автор исследований в области сложных систем управления и обработки информации, анализа и синтеза процессов, протекающих в управляемых системах.
Лауреат Государственной премии Латвийской ССР (1985) за работу «Проблемно-ориентированные распределённые системы обработки информации на базе мини- и микро-ЭВМ». Награждён Почётной грамотой Верховного совета Латвийской ССР (1982).
В 1995 году переехал в Россию, работал в Орловском государственном техническом университете.
Умер 7 ноября 2010 года в Орле.

## Труды
Автор (соавтор) более 150 научных публикаций, в том числе 8 монографий.
Монографии:
- Диалоговые системы автоматизации исследований. Рига: Зинатне 1977, 159 с.;
- Инструментальные средства исследования терминальных комплексов. Рига: Зинатне 1982, 154 с.;
- Распределенные системы моделирования. Рига: Зинатне, 1984, 175 с.;
- Исследование архитектуры сетевых систем. Рига: Зинатне, 1984, 98 с.;
- Логическое проектирование сетевых информационных систем на базе мини-ЭВМ. Рига: Зинатне, 1987, 267 с.;
- Системное и прикладное математическое обеспечение сетевых терминальных комплексов. Рига: Зинатне, 1989, 146с. (соавторы А. Н. Скляревич, С. М. Олевский).